# Fearless (serie televisiva)
Fearless è una serie televisiva britannica  di sei episodi thriller poliziesco creata dallo sceneggiatore Patrick Harbinson e trasmessa su ITV nel 2017. Trasmessa da ITV dal 12 giugno 2017.
La serie è ideata da Patrick Harbinson, già produttore di Homeland - Caccia alla spia e 24.
In Italia la miniserie è inedita.

## Trama
Per le proprie convinzioni personali, derivanti da eventi della sua giovinezza, l'avvocato Emma Banville difende strenuamente una serie di clienti scomodi, colpevoli conclamati che nessuno vuole aiutare.
È il caso di Kevin Russell, da 14 anni in galera per l'accusa di omicidio della quindicenne Linda Simms: Emma lotta contro tutto e tutti e soprattutto contro l'evidenza di una ammissione di colpevolezza di Kevin, a suo tempo estorta dalla poliziotta Olivia Greenwood.
Dietro all'oscura vicenda, una complicata serie di legami tra la vittima e politici influenti che usano tutti i mezzi a loro disposizione perché la verità non emerga dal passato.